# Főállású szülő
A főállású szülőség legyen egy új típusú közalkalmazotti állás, amelynek keretében a nagyon sok (öt, vagy annál is több) saját gyereket vállaló házaspár egyik tagjának, kezdetben az anyának, az állam egész életére munkabért fizet. Ez az intézmény a születéstámogató (pronatalista) népességpolitikai eszközök számát bővíti.

## Népességcsökkenés és elöregedés
Magyarország már régóta a csökkenő népességű országok közé tartozik. Az elmúlt években átlagosan évi 38 ezer fővel csökkent a magyar népesség létszáma. A népességcsökkenés mellett a népesség öregszik és magas a halálozási arányszám is. Mindkét folyamatnak az elsődleges oka az alacsony születési arányszám és termékenységi arányszám. Ez utóbbinak az értéke 2015-ben 1,44 gyerek/nő volt. A népesség elöregedése és a szülőképes korú nők számának a csökkenése miatt a népességfogyás Magyarországon, ceteris paribus, gyorsul. A jelenlegi tendenciák szerint 2100-ra a népesség 4,5 millióra csökken. Így a magyarság a következő évszázadban gyakorlatilag eltűnik. Ez a negatív folyamat a közrossznak egy viszonylag új formája, amelyre sürgősen megoldást kell találni. Minimális programként legalább az ún. természetes (migrációs hatások nélküli), népességcsökkenést kellene megállítani.
Ha eltekintünk a tömeges bevándorlástól, akkor a népességszám stabilizálásának csak egyetlen módja van: a születésszám és a termékenységi arányszám radikális emelése.
Figyelembe véve gyermektelenek és az egy gyerekesek magas arányát a stabil népességet biztosító 2,1 termékenységi arányszám csak nagyon nagy számú és nagyon sok gyereket vállaló házaspárral érhető el. Mivel a szülőképes korú nők 45 százaléka gyermektelen, ezért a 2-es termékenységi arányszám 3 gyerekes nőkkel nem valósítható meg. (Ugyanis az arányuknak el kellene érni a populáció 90%-át, ami számszakilag lehetetlen, hiszen a két százalék összege több, mint 100% lenne.) Ezzel szemben 45%-nyi gyerektelen nőt, már 22,5%-nyi 6 gyerekes nő kompenzál, s ez összesen csak a szülőkorú női populáció 67,5%-át jelenti. Világos, hogy 6 gyereket a jelenlegi kétkeresős modellben nem lehet felnevelni, ez csak akkor történhet meg, ha az egyik félnék, kezdetben a feleségnek, ez a munkája.

## Foglalkoztatási feltételek
A főállású szülőséghez kapcsolódó juttatás nem alanyi jogon jár mindenkinek, hanem csak azoknak a pároknak, akiket a munkaadó (állam, önkormányzat) egy felvételi eljárás során kiválaszt. A reprodukciós munka speciális jellege és időtartama miatt a munkaadónak egy gondos felvételi eljárást kell alkalmaznia. A társadalomnak nemcsak a népességcsökkenés megállításához szükséges újszülött „többletre” van szüksége, hanem arra is, hogy ezek a gyerekek, majd később a felnőttek semmilyen értelemben sem maradjanak el, a kisebb családokban nevelkedett gyerekektől. Azaz ne legyen alacsonyabb az iskolázottságuk, ne legyenek rosszabbak a munkavégzési képességeik és ami a rendszer pénzügyi önfenntartása szempontjából különösen fontos ne fizessenek kevesebb adót, mint a többiek. Vagyis olyan szülőket szabad csak felvenni, akik legalább átlagos képességű, társadalmi hasznosságú és adófizetésű embereket képesek szülni és nevelni.
A fentiekkel összhangban erre az állásra olyan fiatal vagy gyerekes házaspárok jelentkezhessenek, akik: büntetlen előéletűek, legalább középfokú végzettséggel rendelkeznek, A felvételkor a jelentkezők felsőfokú tanulmányokat folytatnak vagy állással és legalább átlagos adófizető múlttal, továbbá munkahelyi vagy önkormányzati támogatással rendelkeznek. A házaspárnak legalább 5 saját gyereket kell vállalnia és a gyerekek mindegyikének legalább szakmát vagy középfokú végzettséget kell szerezni.

## Főállású szülők munkabére
A főállású szülők munkabérét a következő tényezők befolyásolják: a főállású szülő végzettsége, az eltartott gyerekek száma és iskolai előmenetele, majd a felnőtt gyerekek adóbefizetésének a 10%-a. Ez utóbbi tényező a jelenlegi bruttó átlagkereset vagyis 263.200 Ft esetében évente és felnőtt gyerekenként 50.534 Ft. Így egy 6 gyerekes érettségizett főállású szülő havi nettó munkabére 60- 240 ezer Ft között változna az eltartott gyerekek számának a függvényében. Az átlagos nettó havi munkabér pedig: 143 ezer Ft, míg átlagos éves nettó munkabér: 1,75 millió Ft. Ezt kiegészíti még a felnőtt gyerekek adófelajánlása, ami 6 átlagosan adózó felnőtt esetében havonta 25, míg évente 600 ezer forint pluszt jelentene a főállású szülő számára. 2015-ben Magyarországon a nettó átlagkereset 167.600 Ft/hó volt. Mindezek alapján a főállású szülői státusz egy viszonylag biztos közalkalmazotti állást és egy átlagos közalkalmazotti fizetést biztosítana.

## Főállású szülők száma, reprodukciós hatása és társadalmi költsége
• 10 ezer főállású szülőnek hozzávetőleg évente +3 ezer gyereke születne. Önmagában már ez is előrelépést jelentene, hiszen az elmúlt évtizedben (2004 és 2015 között) az élveszületések éves változásának az átlaga: -273 újszülött volt. A termékenység kis mértékű emelésével párhuzamosan a társadalmi költségek is alacsonyak lennének; az első harminc évben kb. 18 milliárd forint/év. Ennek a programnak elsősorban szimbolikus hatása lenne.
• 30 ezer főállású szülőnek évente +10 ezer gyereke születne, ami már jelentősen mérsékelné a népességfogyást. Ennek társadalmi költsége az első harminc évben 54 milliárd Ft/év, ami az államháztartás szempontjából nem jelentős összeg.
• 100 ezer főállású szülőnek évente +33 ezer gyereke születne, ami már majdnem ellensúlyozná természetes népességfogyást. Ennek társadalmi költsége az első harminc évben 180 milliárd Ft/év lenne.
A főállású szülők kívánatos számát a következőképp is lehet kalkulálni. Ha minden évfolyamban (kohorszban) a fiatal nők 15%-a választja ezt a hivatást és statisztikai átlagban 6 gyerekük születik, akkor ezekben az évfolyamokban a magyar termékenységi arányszám a jelenlegi 1,44-ről 2,09 gyerek/nő értékre emelkedik. Tehát 1 milliós fiatal női populációt tételezve, 150 ezer nőnek kellene ezt az életpályát választani.

## Az intézmény bevezetése
Az intézményt be lehet vezetni gyorsan, de akkor ez szakaszos felvételt eredményez. Azaz az első három évben a munkaadó felvenné főállású szülőket, majd a következő 20 évig a felvétel gyakorlatilag szünetelne. Majd ez a mintázat ismétlődik. Ez a bevezetési mód viszonylag gyorsan biztosítja a magasabb születési számot és persze a társadalmi költségek is gyorsan nőnek.
A másik végletet a lassú bevezetés jelenti, ami lehetőséget ad a folyamatos felvételre. Például ha a költségvetés minden évben biztosít plusz 5 ezer főállású szülői státuszt, aminek a társadalmi költsége 8,75 milliárd forint, akkor a 100 ezer termékeny főállású szülői szám csak 20 év alatt érhető el, míg a társadalmi költségek csak 40 év alatt érik el a maximális értéket.
A főállású szülői intézményrendszer teljes kiépítése mindenképpen hosszú időt igényel. Ennek elsődlegesen az az oka, hogy egy főállású anya csak kb. 20-25 évig termékeny. Tehát ahhoz, hogy ezután is x számú termékeny főállású anya legyen az országban, ahhoz 2x számú főállású szülőre van szükség. Ebből fakadóan a társadalmi költségek 20-25 év után megduplázódnak. Tovább azonban nem emelkedik a főállású szülök száma és társadalmi
költsége, mert mire fel kell venni a „harmadik generációs” főállású szülőket, addigra az „első generációs” főállású szülők már nyugdíjba mennek.